# Yann Rayepin
Yann Rayepin est un gymnaste artistique français né le 1er mars 1987 à Saint-André (La Réunion).

## Biographie
Yann Rayepin a commencé la gymnastique à l'âge de 6 ans.
C'est à l'âge de ses 9 ans qu'il quitte son île et ses parents pour commencer le sport de haut niveau au pôle espoir d'Avignon où il s'entrainait avec Guy Espinas. 
3 ans plus tard, il intègre le pôle France d'Antibes et multiplie les résultats nationaux par équipe et en individuel (avec comme entraîneurs: Jacques Martin, Stéphane Corbier et Philippe Carmona).
C'est en 2002 qu'il intègre l'équipe de France et participe à ses premiers championnats d'Europe junior.
Quelques années plus tard, il intègrera l'INSEP pour préparer les Jeux Olympiques de Londres mais à la suite d'une blessure répétée de l'épaule, il ne participera pas à cette compétition.[réf. nécessaire]
Il obtient en 2010 une médaille de bronze par équipes aux Championnats d'Europe et finaliste au saut de cheval à Birmingham.
Il remporte en tout 14 titres nationaux individuel et par équipe (toute catégories confondues) et a été sacré champion du monde junior par équipes. 
Après 18 années dans le sport de haut niveau, il terminera sa carrière en 2013 afin de terminer sa formation à l'EDHEC et préparer sa reconversion professionnelle.[réf. nécessaire]
Depuis, par son association et sa structure, il mène différentes interventions pour sensibiliser et alerter sur la reconversion professionnelle des sportifs de haut niveau ultramarins.